# 手塚貴子
手塚 貴子（てづか たかこ、1970年11月6日 - ）は、栃木県宇都宮市出身の元女子サッカー選手、元サッカー女子日本代表、サッカー指導者。現在は日本サッカー協会理事・女子委員会副委員長、日本女子プロサッカーリーグ理事、日本女子サッカーリーグ理事。元浦和レッドダイヤモンズ・レディース監督。現役時代のポジションはフォワード。日本大学卒。2007年度、日本サッカー協会公認A級コーチライセンスを取得。U-20日本女子代表コーチやナショナルトレセンコーチも務めた。

## 来歴
小学3年のとき担任の勧めでサッカーチームに入ったが、女子は手塚一人だった。リフティングが得意で1000回以上続けることもでき、10歳と12歳のときには全日本ジュニアボールリフティング大会で優勝した（10歳で優勝のときは来日していたペレと握手した）。リフティング技術を買われて中学1年生の時に読売ベレーザに入団し15歳で日本女子代表に初選出された。
日本女子サッカーリーグ（JLSL→L・リーグ）では優勝3回に貢献。第1回日本女子サッカーリーグの開幕戦（1989年9月9日）では高倉麻子によるリーグ第1号ゴールを生み出すセンタリングをあげ、第3回日本女子サッカーリーグ（1991年）では最優秀選手(MVP)、最多得点（29点）、最多アシスト（31ポイント）の3部門を独占する快挙を遂げた。
また皇后杯全日本女子サッカー選手権大会では優勝4回に貢献し、第10回大会（1989年）でMVPとなった。
代表ではアジア選手権に4回に出場し、第11回アジア大会（1990年）で銀メダルを獲得。第1回FIFA女子世界選手権大会にも出場するなど40試合で19得点を挙げた。 
1992年の第4回日本女子サッカーリーグ後、就職により引退し、宇都宮市で少女チームの指導にあたっていたが、1995年の第7回日本女子サッカーリーグ後期から現役に復帰した。
1999年のシーズンをもって引退後はサッカースクールなどで指導にあたり、のちにはNPO法人ブランカを結成。栃木県スポーツ振興審議会委員も務めている。2004年6月20日には日本サッカー協会特任理事に就任した。
2007年2月、代表を務める栃木県女子サッカーリーグ1部所属のブランカFCが、Jリーグ・栃木SCの女子チーム「栃木SCブランカ」となった。同チームでは2010年まで監督を務め、後任の監督には元浦和レッズレディースの田代久美子(2009年～コーチ)が就任した。
2011年、栃木SCアカデミーセンターコーチに就任。同年11月、AFC U-16女子選手権とAFC U-19女子選手権で日本を優勝に導いたことにより、アジア最優秀女子コーチに選ばれた。
2013年シーズンから浦和レッドダイヤモンズ・レディースの監督に就任したが、同年6月、体調不良を理由に辞任した。
2018年3月、日本サッカー協会理事に就任。
2023年4月、新たに創部される矢板中央高等学校女子サッカー部監督に就任予定。アドバイザーとして女子サッカー部を支えるつもりであったが、実績と知名度から監督を任されることとなった。

## 個人成績
| 国内大会個人成績 | 国内大会個人成績                   | 国内大会個人成績 | 国内大会個人成績 | 国内大会個人成績 | 国内大会個人成績 | 国内大会個人成績 | 国内大会個人成績 | 国内大会個人成績 | 国内大会個人成績 | 国内大会個人成績 | 国内大会個人成績 |
| 年度             | クラブ                             | 背番号           | リーグ           | リーグ戦         | リーグ戦         | リーグ杯         | リーグ杯         | オープン杯       | オープン杯       | 期間通算         | 期間通算         |
| 年度             | クラブ                             | 背番号           | リーグ           | 出場             | 得点             | 出場             | 得点             | 出場             | 得点             | 出場             | 得点             |
| 日本             | 日本                               | 日本             | 日本             | リーグ戦         | リーグ戦         | リーグ杯         | リーグ杯         | 皇后杯           | 皇后杯           | 期間通算         | 期間通算         |
| ---------------- | ---------------------------------- | ---------------- | ---------------- | ---------------- | ---------------- | ---------------- | ---------------- | ---------------- | ---------------- | ---------------- | ---------------- |
| 1989             | 読売サッカークラブ女子・ベレーザ   | 10               | JLSL             | 10               | 6                | -                | -                |                  |                  |                  |                  |
| 1990             | 読売サッカークラブ女子・ベレーザ   | 10               | JLSL             | 15               | 12               | -                | -                |                  |                  |                  |                  |
| 1991             | 読売サッカークラブ女子・ベレーザ   | 10               | JLSL             | 18               | 29               | -                | -                |                  |                  |                  |                  |
| 1992             | 読売日本サッカークラブ女子ベレーザ | 9                | JLSL             |                  |                  | -                | -                |                  |                  |                  |                  |
| 1995             | 読売西友ベレーザ                   | 26               | L・リーグ        | 9                | 1                | -                | -                |                  |                  |                  |                  |
| 1996             | 読売西友ベレーザ                   | 9                | L・リーグ        | 18               | 5                |                  |                  |                  |                  |                  |                  |
| 1997             | 読売西友ベレーザ                   | 9                | L・リーグ        | 11               | 3                |                  |                  |                  |                  |                  |                  |
| 1998             | 読売ベレーザ                       | 9                | L・リーグ        | 17               | 9                |                  |                  |                  |                  |                  |                  |
| 1999             | NTVベレーザ                        | 9                | L・リーグ        | 4                | 3                |                  |                  |                  |                  |                  |                  |
| 通算             | 日本                               | 日本             | 1部              |                  |                  |                  |                  |                  |                  |                  |                  |
| 総通算           |                                    |                  |                  |                  |                  |                  |                  |                  |                  |                  |                  |

## 代表歴
- 1986年3月7日 - 日本女子代表初出場 -  チャイニーズタイペイ戦（国際親善試合、国立西が丘サッカー場）
- 1986年12月18日 - 日本女子代表初得点 -  マレーシア戦（1986 AFC女子選手権、香港・トウェンウォン）

### 試合数
| 日本代表 | 国際Aマッチ | 国際Aマッチ |
| 年       | 出場        | 得点        |
| -------- | ----------- | ----------- |
| 1986     | 10          | 1           |
| 1987     | 4           | 0           |
| 1988     | 3           | 1           |
| 1989     | 9           | 6           |
| 1990     | 4           | 6           |
| 1991     | 11          | 5           |
| 通算     | 41          | 19          |

- 出典: なでしこジャパン（日本女子代表）試合別出場記録[8]

### 出場
| #  | 開催日         | 開催地   | 会場                         | 相手                 | 結果        | 監督     | 大会             |
| -- | -------------- | -------- | ---------------------------- | -------------------- | ----------- | -------- | ---------------- |
| 1  | 1986年03月07日 | 東京都   | 国立西が丘サッカー場         | チャイニーズタイペイ | ●0-2        | 鈴木良平 | 国際親善試合     |
| 2  | 1986年07月21日 | ジェソロ |                              | メキシコ             | ○3-0        | 鈴木良平 | イタリア国際大会 |
| 3  | 1986年07月25日 | ジェソロ |                              | アメリカ合衆国       | ●1-3        | 鈴木良平 | イタリア国際大会 |
| 4  | 1986年07月26日 | ジェソロ |                              | 中国                 | ●1-2        | 鈴木良平 | イタリア国際大会 |
| 5  | 1986年09月18日 | 東京都   | 国立西が丘サッカー場         | イタリア             | ●1-2        | 鈴木良平 | SEIYU CUP        |
| 6  | 1986年09月23日 | 東京都   | 国立霞ヶ丘競技場陸上競技場   | イタリア             | ●2-3        | 鈴木良平 | SEIYU CUP        |
| 7  | 1986年12月14日 | 香港     |                              | 中国                 | ●0-2        | 鈴木良平 | アジア選手権     |
| 8  | 1986年12月18日 | 香港     |                              | マレーシア           | ○10-0       | 鈴木良平 | アジア選手権     |
| 9  | 1986年12月21日 | 香港     |                              | タイ                 | ○4-0        | 鈴木良平 | アジア選手権     |
| 10 | 1986年12月23日 | 香港     |                              | 中国                 | ●0-2        | 鈴木良平 | アジア選手権     |
| 11 | 1987年08月04日 | 台北     |                              | チャイニーズタイペイ | ●1-3        | 鈴木良平 | 国際親善試合     |
| 12 | 1987年08月09日 | 高雄     |                              | チャイニーズタイペイ | ●1-2        | 鈴木良平 | 国際親善試合     |
| 13 | 1987年12月12日 | 台北     |                              | アメリカ合衆国       | ●0-1        | 鈴木良平 | 中華杯世界大会   |
| 14 | 1987年12月15日 | 高雄     |                              | 香港                 | ○5-0        | 鈴木良平 | 中華杯世界大会   |
| 15 | 1988年06月01日 | 広州     |                              | アメリカ合衆国       | ●2-5        | 鈴木良平 | 広州国際大会     |
| 16 | 1988年06月03日 | 広州     |                              | チェコスロバキア     | ●1-2        | 鈴木良平 | 広州国際大会     |
| 17 | 1988年06月05日 | 広州     |                              | スウェーデン         | ●0-3        | 鈴木良平 | 広州国際大会     |
| 18 | 1989年01月12日 | アモイ   |                              | フィンランド         | ●0-1        | 鈴木良平 | アモイ国際大会   |
| 19 | 1989年01月14日 | アモイ   |                              | フィリピン           | ○13-0       | 鈴木良平 | アモイ国際大会   |
| 20 | 1989年01月16日 | アモイ   |                              | 中国                 | ●0-4        | 鈴木良平 | アモイ国際大会   |
| 21 | 1989年12月02日 | 神奈川県 | 平塚競技場                   | オーストラリア       | △2-2        | 鈴木保   | プリマカップ     |
| 22 | 1989年12月04日 | 千葉県   | 習志野市秋津サッカー場       | オーストラリア       | △1-1        | 鈴木保   | プリマカップ     |
| 23 | 1989年12月19日 | 香港     |                              | インドネシア         | ○11-0       | 鈴木保   | アジア選手権     |
| 24 | 1989年12月22日 | 香港     |                              | 香港                 | ○3-0        | 鈴木保   | アジア選手権     |
| 25 | 1989年12月26日 | 香港     |                              | チャイニーズタイペイ | ●0-1        | 鈴木保   | アジア選手権     |
| 26 | 1989年12月29日 | 香港     |                              | 香港                 | ○9-0        | 鈴木保   | アジア選手権     |
| 27 | 1990年09月06日 | ソウル   |                              | 韓国                 | ○13-1       | 鈴木保   | 国際親善試合     |
| 28 | 1990年09月09日 | 釜山     |                              | 韓国                 | ○5-0        | 鈴木保   | 国際親善試合     |
| 29 | 1990年09月29日 | 北京     |                              | 韓国                 | ○8-1        | 鈴木保   | アジア大会       |
| 30 | 1990年10月01日 | 北京     |                              | 香港                 | ○5-0        | 鈴木保   | アジア大会       |
| 31 | 1991年04月03日 | ヴァルナ |                              | スウェーデン         | △2-2        | 鈴木保   | ヴァルナ国際大会 |
| 32 | 1991年04月05日 | ヴァルナ |                              | ハンガリー           | ○2-0        | 鈴木保   | ヴァルナ国際大会 |
| 33 | 1991年05月28日 | 福岡県   | 平和台陸上競技場             | 香港                 | ○4-1        | 鈴木保   | アジア選手権     |
| 34 | 1991年06月01日 | 福岡県   | 福岡県営春日公園             | マレーシア           | ○12-0       | 鈴木保   | アジア選手権     |
| 35 | 1991年06月03日 | 福岡県   | 平和台陸上競技場             | シンガポール         | ○10-0       | 鈴木保   | アジア選手権     |
| 36 | 1991年06月06日 | 福岡県   | 東平尾公園博多の森陸上競技場 | チャイニーズタイペイ | △0-0(PK5-4) | 鈴木保   | アジア選手権     |
| 37 | 1991年06月08日 | 福岡県   | 東平尾公園博多の森陸上競技場 | 中国                 | ●0-5        | 鈴木保   | アジア選手権     |
| 38 | 1991年08月21日 | 大連     |                              | 中国                 | △0-0        | 鈴木保   | 国際親善試合     |
| 39 | 1991年11月17日 | 仏山     |                              | ブラジル             | ●0-1        | 鈴木保   | 世界選手権       |
| 40 | 1991年11月19日 | 仏山     |                              | スウェーデン         | ●0-8        | 鈴木保   | 世界選手権       |
| 41 | 1991年11月21日 | 仏山     |                              | アメリカ合衆国       | ●0-3        | 鈴木保   | 世界選手権       |

### ゴール
| #  | 開催年月日     | 開催地 | 対戦国         | 勝敗   | 試合概要           |
| -- | -------------- | ------ | -------------- | ------ | ------------------ |
| 1  | 1986年12月18日 | 香港   | マレーシア     | ○ 10-0 | 1986 AFC女子選手権 |
| 2  | 1988年6月1日   | 広州   | アメリカ合衆国 | ● 2-5  | 国際女子大会       |
| 3  | 1989年1月14日  | アモイ | フィリピン     | ○ 13-0 | アモイ国際大会     |
| 4  | 1989年1月14日  | アモイ | フィリピン     | ○ 13-0 | アモイ国際大会     |
| 5  | 1989年1月14日  | アモイ | フィリピン     | ○ 13-0 | アモイ国際大会     |
| 6  | 1989年1月14日  | アモイ | フィリピン     | ○ 13-0 | アモイ国際大会     |
| 7  | 1989年12月19日 | 香港   | インドネシア   | ○ 11-0 | 1989 AFC女子選手権 |
| 8  | 1989年12月19日 | 香港   | インドネシア   | ○ 11-0 | 1989 AFC女子選手権 |
| 9  | 1990年9月6日   | ソウル | 韓国           | ○ 13-1 | 国際親善試合       |
| 10 | 1990年9月6日   | ソウル | 韓国           | ○ 13-1 | 国際親善試合       |
| 11 | 1990年9月6日   | ソウル | 韓国           | ○ 13-1 | 国際親善試合       |
| 12 | 1990年9月6日   | ソウル | 韓国           | ○ 13-1 | 国際親善試合       |
| 13 | 1990年9月6日   | ソウル | 韓国           | ○ 13-1 | 国際親善試合       |
| 14 | 1990年9月9日   | 釜山   | 韓国           | ○ 5-0  | 国際親善試合       |
| 15 | 1991年5月28日  | 福岡県 | 香港           | ○ 4-1  | 1991 AFC女子選手権 |
| 16 | 1991年6月1日   | 福岡県 | マレーシア     | ○ 12-0 | 1991 AFC女子選手権 |
| 17 | 1991年6月1日   | 福岡県 | マレーシア     | ○ 12-0 | 1991 AFC女子選手権 |
| 18 | 1991年6月1日   | 福岡県 | マレーシア     | ○ 12-0 | 1991 AFC女子選手権 |
| 19 | 1991年6月3日   | 福岡県 | シンガポール   | ○ 10-0 | 1991 AFC女子選手権 |

## 指導歴
- 2005年・2011年 U-19日本女子代表コーチ
- NPO法人ブランカFC監督
- 2007年 - 2010年 栃木SCブランカ監督
- 2010年 U-17日本女子代表コーチ
- 2011年 U-16日本女子代表コーチ
- 2011年 - 2012年 栃木SCアカデミーセンターコーチ
- 2013年  浦和レッドダイヤモンズ・レディース監督